# NGC 459
NGC 459 ist eine Spiralgalaxie vom Hubble-Typ Sbc im Sternbild Fische auf der Ekliptik. Sie ist schätzungsweise 573 Millionen Lichtjahre von der Milchstraße entfernt und hat einen Durchmesser von etwa 120.000 Lichtjahren.
Die Typ-II-Supernova SN 2011fv wurde hier beobachtet.
Das Objekt wurde am 15. Oktober 1784 von dem deutsch-britischen Astronomen William Herschel entdeckt.